# Pontia
Pontia war eine römische Senatorenfrau der neronischen Zeit, die ihre beiden Söhne vergiftete und sich selbst umbrachte.

## Name und Familie
Die Quellen nennen Pontia übereinstimmend eine Tochter des Publius Petronius, als Gatte wird ein „Drymios“ genannt.
Von der üblichen Namensgebung her hätte Pontia eigentlich die Tochter eines Pontius sein müssen, aber es gab Ausnahmen von dieser Regel. So benannte sich Poppaea Sabina nach ihrem Großvater mütterlicherseits.
Wegen der Ähnlichkeit ihres epikuräischen Todes und weil ihr ebenfalls eine Verschwörung gegen Nero zur Last gelegt wurde, hat man Pontia mit Titus Petronius, dem Autor des Satyricon, in Verbindung gebracht. Als Tochter des Auguren Publius Petronius wäre Pontia eine um das Jahr 15 geborene Schwester des Dichters, in der Nerozeit also bereits etwa 50 Jahre alt.
Am einfachsten erklärt sich diese Frage, wenn Pontia eine enge Verwandte des Gaius Petronius Pontius Nigrinus wäre, des Konsuls des Jahres 37. Im Jahr 62 war wohl dessen Sohn Publius Petronius Niger Suffektkonsul. Dieser Publius Petronius sollte nicht allzu lange vor 19 n. Chr. geboren sein, und Pontia könnte eine um 45 geborene Tochter dieses Publius Petronius sein.
Bei Lemprière wird sie (ohne Quellenangaben) als Gattin des Bolanus bezeichnet, womit Marcus Vettius Bolanus gemeint sein dürfte, der im Jahr 62 als Legionslegat des Gnaeus Domitius Corbulo im Armenienkrieg erwähnt wird, der im Jahr 66 als Suffektkonsul amtierte (er ist also vermutlich in den 20er-Jahren geboren) und der von 69 bis 71 Statthalter von Britannien war. Unter Vespasian wird er in den Patriziat aufgenommen und noch im Jahr 76 zum Prokonsul von Asia ernannt.
Es ist bekannt, dass Bolanus der Vater von Zwillingsbrüdern war, von denen der eine, Vettius Crispinus, Gönner des Statius (ca. 40–96) war, der andere, M. Vettius Bolanus, im Jahr 111 die Konsulwürde bekleidete. Demnach sind die Zwillinge vermutlich vor 68 geboren. Ihre Mutter sollte vor dem Jahr 50 geboren sein, wahrscheinlicher noch um das Jahr 40 herum.

## Leben
Martial erwähnt dreimal den Namen Pontia als das Bild einer sinnenfrohen Anti-Mutter, die ihre Söhne vergiftete (II 34, IV 43; VI 75, geschrieben nach 85 n. Chr.), ohne allerdings ihre Tat näher zu beschreiben:
O mater, qua nec Pontia deterior.
Juvenal wird eine Generation später deutlicher:
„Doch Pontia ruft: ‚Ja, ich tat es,
ja, ich gesteh’s ich hab Aconite den Söhnen bereitet:
Das ist jetzt offen entdeckt: ein Verbrechen – und dennoch beging ich’s.‘
‚Du gleich zwei mit dem einz’gen Gericht, du wütende Natter?
Du gleich zwei?‘ – ‚Und sieben sogar, wenn’s sieben gewesen!‘ -“
(Juv. VI 638-642)
Die Scholiasten zu Juvenals Satire berichten, sie habe sich, des Mordes an ihren beiden Söhnen überführt, „mit reichlich Wein und auch Speisen ergötzt“ und sei dann „mit aufgeschnittenen Adern tanzend (einer Sache, die sie fleißig betrieb), zugrunde gegangen.“
Sollte es sich bei dem in diesem Zusammenhang genannten Gewährsmann Probus um den berühmten Philologen aus der 2. Hälfte des 1. Jahrhunderts handeln, dann stammt diese Notiz von einem Zeitgenossen der Ereignisse. Allerdings ist die Zuschreibung der Juvenalscholien des Probus unsicher.
Ein anderer Scholiast ergänzt, dass Pontia wegen einer Verschwörung gegen Nero verbannt worden sei (womit wohl die Pisonische Verschwörung gemeint sein dürfte).
Eine weitere Notiz gibt an, dass sie ihre Söhne „wegen des Geldes umbrachte, dass ihr Ehebrecher ihr dafür schenken würde.“